# Прокофьев, Юрий Анатольевич
Ю́рий Анато́льевич Проко́фьев (род. 20 февраля 1939, посёлок Муйнак, Каракалпакская АССР, Узбекская ССР, СССР) — советский партийный деятель. Член Политбюро ЦК КПСС (1990—1991), член ЦК КПСС (1990—1991), 1-й секретарь Московского городского комитета КПСС (1989—1991). Депутат Московского городского Совета народных депутатов (1985—1990). Неоднократно избирался депутатом Куйбышевского районного Совета народных депутатов (г. Москва). Кандидат экономических наук.
С 2012 года председатель Центрального Совета всероссийской социалистической народной партии «Отчизна».
Находится под персональными санкциями Великобритании, США, Австралии и пр.

## Биография
Родился в 1939 году в семье инженера-строителя. Официальным местом рождения является посёлок (ныне город) Муйнак Каракалпакской АССР (Узбекская ССР), на самом деле Юрий Прокофьев родился на острове в Аральском море, куда его отец был направлен в командировку. Летом 1941 года переехал в Москву, в 1941—1946 жил в эвакуации в Уфе, Тавде, Ташкенте. С 1946 года проживает в Москве.
Свою трудовую деятельность начал в 1957 года пионервожатым в школе. В 1958—1962 годы учился в Московском автомеханическом институте, совмещая учёбу с активной общественной работой.
После окончания института находился на комсомольской работе. Работал инструктором, вторым секретарём, первым секретарём Первомайского районного комитета ВЛКСМ г. Москвы, заместителем заведующего и заведующим отделом комсомольских организаций Московского городского комитета ВЛКСМ.
Член КПСС с 1960.
С 1968 на партийной работе: инструктор, заместитель заведующего отделом организационно-партийной работы Московского городского комитета КПСС. В 1972 году окончил Заочную высшую партийную школу при ЦК КПСС.
В 1977 году избирается секретарём, в 1978 году — вторым, затем первым секретарём Куйбышевского районного комитета КПСС (г. Москва)
В 1985 заведующий организационным отделом Московского городского комитета КПСС.
В 1986—1988 секретарь Исполнительного комитета Московского городского Совета народных депутатов.
В 1988—1989 секретарь, второй секретарь Московского городского комитета КПСС.
С декабря 1989 — 1-й секретарь Московского городского комитета КПСС.
С 1990 до запрета партии 6 ноября 1991 — член Центрального комитета КПСС (ЦК КПСС), с 14 июля 1990 до 6 ноября 1991 член Политбюро ЦК КПСС. Принял активное участие в деятельности ГКЧП, хотя и не входил в его состав, за что впоследствии находился под следствием.
После 1991 года создал ряд предприятий, работающих в сфере высоких технологий. Их разработки использовались Министерством обороны, Министерством внутренних дел, Министерством иностранных дел и другими государственными органами.
С февраля 1992 вице-президент АО «Инновационная компания „Панорама“». С октября 1992 генеральный директор АО «ТВ-Информ».
С 2006 года Председатель Президиума Центрального Совета Общероссийской общественной организации «Всероссийское социалистическое народное движение „ОТЧИЗНА“», с 2012 года преобразованное и зарегистрированное как политическая партия «Отчизна».
Президент Фонда стратегической культуры, Член Центрального Совета Общероссийской общественной организации «Российская организация сотрудников правоохранительных органов», Председатель Редакционного совета журнала «Плацдарм».

## Международные санкции
Из-за поддержки России во время российско-украинской войны находится под персональными международными санкциями разных стран. С 9 мая 2022 года находится под санкциями Великобритании. С 3 марта 2022 года находится под санкциями Соединенных Штатов Америки. С 8 марта 2022 года находится под санкциями Австралии. Указом президента Украины Владимира Зеленского от 19 октября 2022 находится под санкциями Украины. С 3 мая 2022 года находится под санкциями Новой Зеландии.

## Награды и премии
- Орден Трудового Красного Знамени (1976) — за уборку урожая;
- Орден «Знак Почёта» (1972) — за организацию тушения торфяных пожаров и поливочных работ;
- Орден «Знак Почёта» (1980-е) — за выполнение пятилетнего плана промышленностью Куйбышевского района г. Москвы;
- Орден Дружбы Народов (1980-е) — за участие в организации XII Всемирного фестиваля молодёжи и студентов в Москве (1985);
- Государственная премия Российской Федерации в области науки и техники (2000) — за внедрение новых технологий передачи информации по телевизионным каналам, не мешая изображению.
- Орден Чести (Буркина-Фасо) (1990).

## Семья
Отец — Анатолий Фёдорович Прокофьев, инженер-строитель; мать — Нина Алексеевна Прокофьева (Ширинская).
Супруга — Тамара Сергеевна Прокофьева (Юдина);
- сын — Дмитрий Юрьевич Прокофьев (1961);
  - внуки — Сергей (1985), Александр.